# Садовый ильмень
Садовый — ильмень в центральной части Наримановского района Астраханской области. Относится к дельте Волги. Озеро расположено к югу от села Николаевка. Берега заболочены.

## Данные государственного водного реестра
- Код водного объекта — 11010002511112100001158
- Код по гидрологической изученности — 212100115
- Номер тома по ГИ — 12
- Выпуск по ГИ — 0